# Oulad Aarrad
Oulad Aarrad  (in arabo أولاد عراض‎?) è un centro abitato e comune rurale del Marocco situato nella provincia di El Kelâat Es-Sraghna, regione di Marrakech-Safi. Conta una popolazione di 5 606 abitanti (censimento 2014).